# David Zabriskie
Pour les articles homonymes, voir Zabriskie.

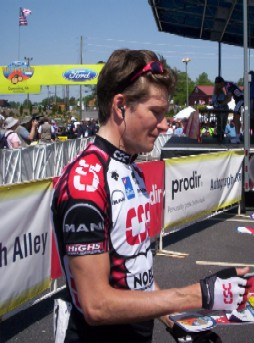
David Zabriskie au Tour de Georgie en 2006

David Zabriskie (né le 12 janvier 1979 à Salt Lake City) est un coureur cycliste américain, professionnel de 1999 à 2013. Spécialiste du contre-la-montre, il a commencé sa carrière professionnelle en 1999. Il a remporté une étape sur chacun des trois grands tours et a été six fois champion des États-Unis du contre-la-montre entre 2006 et 2012. Fin 2012, après avoir avoué s'être dopé durant sa carrière, il est suspendu six mois à partir du 1er septembre 2012 et ses résultats obtenus entre les 31 mai 2003 et 31 juillet 2006 lui sont retirés.

## Biographie
David Zabriskie commence sa carrière professionnelle en 1999 au sein de la formation américaine Nutra Fig. En 2001, il rejoint l'équipe US Postal Service. Bon rouleur, il termine cinquième du championnat des États-Unis contre-la-montre l'année suivante. Au printemps 2003, il obtient de bons résultats sur plusieurs courses par étape : la Sea Otter Classic (4e), le Tour de Géorgie, les Quatre Jours de Dunkerque (5e). À la fin du mois de mai, durant un entraînement près de Salt Lake City, il est victime d'un accident de la circulation avec un automobiliste qui lui cause une fracture à la jambe et au poignet.
En septembre 2004, il se révèle en remportant la onzième étape du Tour d'Espagne après une échappée solitaire de 162 kilomètres. À la fin du mois, il participe avec Tom Danielson au contre-la-montre des championnats du monde sur route à Vérone. Auteur des troisièmes meilleurs temps après 6 et 23 kilomètres de course, il échoue à 12 secondes du podium, à la cinquième place. Le mois suivant, il s'engage pour les saisons 2005 et 2006 avec l'équipe CSC.
En mai 2005, David Zabriskie remporte le premier long contre-la-montre du Tour d'Italie avec 17 secondes d'avance sur son leader Ivan Basso. Douze jours plus tard, lors de la deuxième étape chronométrée, il termine troisième derrière Basso et Vladimir Karpets. En juillet, il remporte la première étape du Tour de France en battant Lance Armstrong de deux secondes. Cette étape est jusqu'à ce jour le contre-la-montre de moins de vingt kilomètres le plus rapide de l'histoire de la grande boucle. Porteur du maillot jaune, Zabriskie doit céder sa tunique à Lance Armstrong après la quatrième étape, disputée en contre-la-montre par équipes, en raison d'une chute à deux kilomètres de l'arrivée. 
En juillet 2007, David Zabriskie est recruté par Jonathan Vaughters pour rejoindre en 2008 l'équipe Slipstream Chipotle en compagnie de son coéquipier Christian Vande Velde.
Le 20 mai 2010, son ex-coéquipier Floyd Landis accuse David Zabriskie d'avoir œuvré à des pratiques dopantes lorsqu'il était dans l'équipe US Postal Service.
En 2011, après avoir remporté le contre-la-montre du Tour de Romandie ainsi que celui du Tour de Californie, il est sélectionné par sa formation pour participer à son cinquième Tour de France. Il s'impose avec son équipe lors du contre-la-montre par équipes autour des Essarts devançant les équipes BMC Racing et Sky reléguées à quatre secondes.
En mai 2012, il gagne une nouvelle fois le contre-la-montre du Tour de Californie lors de la cinquième étape à Bakersfield, s'emparant par le fait même de la tête du classement général. Il confie avoir reconnu le parcours en février et avoir fait de l'épreuve un objectif de saison. Il voit le maillot de leader lui filer entre les doigts lors de la septième étape dont l'arrivée en altitude est située au Mont Baldy, qui est remportée par le Néerlandais Robert Gesink. Pour la quatrième fois de sa carrière, Zabriskie monte sur la deuxième marche du podium de la course californienne.
En 2012, David Zabriskie fait partie des 11 anciens coureurs de l'US Postal/Discovery Channel témoignant devant l'USADA des pratiques de dopage au sein de cette équipe. Il avoue s'être dopé entre 2003 et 2006. L'USADA le suspend pour six mois à compter du 1er septembre 2012 et lui retire les résultats sportifs obtenus du 31 mai 2003 au 31 juillet 2006.

## Palmarès et classements mondiaux

### Palmarès
- 1997
  - 2e du Tour de l'Abitibi
  - 3e du championnat des États-Unis sur route juniors
  - 4e du championnat du monde sur route juniors
- 1999
  - 4e étape du Tour de la Willamette
  - 5ea étape du Tour des régions italiennes (contre-la-montre)
- 2000
  -  Champion des États-Unis du contre-la-montre espoirs
  - Grand Prix des Nations espoirs (contre-la-montre)
  - 2e de la Redlands Bicycle Classic
  - 3e de la Valley of the Sun Stage Race
- 2002
  - 1re étape de la Sea Otter Classic (contre-la-montre)
  - 3e de la Sea Otter Classic

- 2006
  -  Champion des États-Unis du contre-la-montre
  -  Médaillé d'argent au championnat du monde du contre-la-montre
- 2007
  -  Champion des États-Unis du contre-la-montre
  - 5e du Critérium du Dauphiné Libéré
- 2008
  -  Champion des États-Unis du contre-la-montre
  - 1re étape du Tour des Bahamas (contre-la-montre)
  - 4e étape du Tour de Géorgie (contre-la-montre par équipes)
  - 1re étape du Tour d'Italie (contre-la-montre par équipes)
  -  Médaillé de bronze au championnat du monde du contre-la-montre
- 2009
  -  Champion des États-Unis du contre-la-montre
  - Tour du Missouri :
    - Classement général
    - 5e étape (contre-la-montre)

  - 2e du Tour de Californie
  - 3e du Tour de Castille-et-León
- 2010
  - 3e étape du Tour de Californie
  - 2e du Tour de Californie
  - 8e du championnat du monde du contre-la-montre
- 2011
  -  Champion des États-Unis du contre-la-montre
  - 4e étape du Tour de Romandie (contre-la-montre)
  - 6e étape du Tour de Californie (contre-la-montre)
  - 2e étape du Tour de France (contre-la-montre par équipes)
- 2012
  -  Champion des États-Unis du contre-la-montre
  - 1re étape du Tour de Langkawi (contre-la-montre)
  - 5e étape du Tour de Californie (contre-la-montre)
  - 2e étape du Tour de l'Utah (contre-la-montre par équipes)
  - 2e du Tour de Californie

### Résultats sur les grands tours

#### Tour de France
David Zabriskie a disputé sept Tours de France. Les résultats obtenus lors de ses deux premières participations lui ont été retirés en 2012, à la suite de ses aveux de dopage. En 2005, il avait abandonné lors de la neuvième étape après avoir remporté le prologue et porté le maillot jaune pendant trois jours. En 2006, il avait terminé à la 74e place.
- 2005 : disqualifié
- 2006 : disqualifié
- 2007 : hors délais (11e étape)
- 2009 : 77e
- 2010 : 101e
- 2011 : abandon (9e étape), vainqueur de la 2e étape (contre-la-montre par équipes)
- 2012 : 100e

#### Tour d'Italie
David Zabriskie a disputé quatre Tours d'Italie. Les résultats obtenus lors de sa première participation, en 2005, lui ont été retirés en 2012, à la suite de ses aveux de dopage. Il en avait remporté une étape et terminé à la 104e place du classement général
- 2005 : disqualifié
- 2007 : 58e
- 2008 : abandon (2e étape), vainqueur de la 1re étape (contre-la-montre par équipes)
- 2009 : 152e

#### Tour d'Espagne
Lors du Tour d'Espagne 2004, il remporte les 1re (contre-la-montre par équipes) et 11e étapes, mais perd par la suite ses victoires.
- 2002 : 120e
- 2004 : disqualifié
- 2010 : non-partant (18e étape)

### Classements mondiaux
| Année                  | 2005 | 2006 | 2007 | 2008 | 2009 | 2010 | 2011 | 2012 | 2013 |
| ---------------------- | ---- | ---- | ---- | ---- | ---- | ---- | ---- | ---- | ---- |
| Classement ProTour     | 131e | 129e | 62e  |      |      |      |      |      |      |
| Calendrier mondial UCI |      |      |      |      |      | 220e |      |      |      |
| UCI World Tour         |      |      |      |      |      |      | 159e | nc   | nc   |
| UCI America Tour       |      |      |      | 27e  |      |      |      |      |      |
| UCI Europe Tour        |      |      |      | 667e |      |      |      |      |      |